# Wsierossijskaja fiedieracyja logkoj atletiki
Wszechrosyjska Federacja Lekkoatletyczna (ros. Всероссийская федерация лёгкой атлетики, Wsierossijskaja fiedieracyja logkoj atletiki) – rosyjska federacja lekkoatletyczna należąca do European Athletics. Siedziba znajduje się w Moskwie.
Federacja powstała w 1911 roku, a od 1912 jest członkiem IAAF.
W lutym 2015 p.o. prezesa został Wadim Zieliczonok. 16 stycznia 2016 zastąpił go Dmitrij Szlachtin.
W listopadzie 2015 na skutek afery dopingowej rada IAAF zawiesiła Rosję w prawach członka światowej federacji. Decyzja oznacza, że zawodnicy z tego kraju nie mogą uczestniczyć w międzynarodowych zawodach lekkoatletycznych.